# Београдски сајам аутомобила
Београдски сајам аутомобила једна је од најстаријих сајамских манифестација у Србији и најстарија манифестација која се организује у оквиру данашњег Београдског сајма. Основан је 1938. године и био је најисточнији од тадашњих девет званично регистрованих европских ауто-салона. Са одређеним паузама и изменама у динамици одржавања овај Сајам Традиционално се одржава сваког марта, све до данас.
Београдски сајам аутомобила представља најрепрезентативнију и најстарију регионалну смотру аутомобилске индустрије. Заједно са Међународним сајмом мотоцикала, квадова, скутера и опреме Motopassion, који се истовремено одржава од 2007. године, најзначајнији је и највећи међународни догађај у сектору ауто и мото индустрије у целини у овом делу Европе. Истовремено, као један од само 15 оваквих аутомобилских хепенинга у читавом свету у годишњем календару Међународне асоцијације произвођача моторних возила (OICA), и централни и највећи сајамски и медијски догађај те врсте и у том термину у свету.

## Прва међународна изложба аутомобила на Београдском сајму
Прва изложба аутомобила међународног карактера у Београду одржана је септембра 1937. године, у оквиру прве сајамске манифестације која је организована на тада тек саграђеном Београдском сајму - Сајму узорака. Београдски сајам изграђен је 1937. године, за свега три месеца, на левој обали Саве, између старог железничког и новоподигнутог земунског моста. Била је то једна од највећих сајамских површина у југоисточној Европи тог времена. Комплекс се простирао на површини од 14 ха, а обухватао је централну кулу и пет изложбених павиљона. Осим главних павиљона Италија, Мађарска, Румунија и Чехословачка сазидале су на овом простору своје националне павиљоне, док је 17 страних и домаћих фирми подигло сопствене изложбене дворане.
У оквиру Сајма узорака аутомобилима и другим моторним возилима био је посвећен пети павиљон. Међу излагачима су били Џенерал моторс, Адлер, Доџ, Ситроен, Харлеј-Девидсон, Бјуик, Опел и други. Пажњу посетилаца посебно су привукли аеродинамични модели америчке фирме Грехем и немачког Мерцедес-Бенца. Модели Линколна и Форда продати су већ током изложбе.

## Први међународни Београдски сајам аутомобила
Успех прве изложбе допринео је да се донесе одлука да се надаље одржавају засебни сајмови моторних возила, у сврху чега је добијено одобрење Сталног међународног бироа конструктора аутомобила (BPICA), основаног 1919. године у Паризу да се Међународни салон аутомобила у Београду уврсти у календар сталних изложби. BPICA је 1986. трансформисан у Међународну организацију конструктора аутомобила (OICA), у чијем се годишњем календару Београдски сајам аутомобила и даље налази. Тиме је Београдски сајам постао најисточнији од тадашњих девет званично регистрованих европских ауто салона.
Већ следеђе, 1938. године, од 5. до 15. марта, организован је први Сајам аутомобила као самостална манифестација. Овај сајам био је један од важнијих догађаја Београдског сајма. На првом Београдском сајму аутомобила учествовало је 107 излагача из 8 страних земаља (Сједињене Америчке Државе, Немачка, Француска, Енглеска, Италија, Чехословачка, Аустрија и Белгија.) и неколико домаћих излагача. Возила су била изложена у пваиљонима 3, 4 и 5, на слободном простору и у неким павиљонима које су подигле појединачне фирме - Италијански павиљон, павиљон Ханзе, Аранђеловић А. Д.. Према подацима организатора, било је изложено 158 путничких аутомобила, 65 теретних возила, 10 аутобуса, 18 шасиа, 105 мотоцикала и бицикала, 10 аутомобилских мотора, 3 трактора и 1 моторни багер. Овај сајам је обишло око 40.000 посетилаца. Своје моделе су на овом првом београдском Сајму аутомобилу излагали скоро сви произвођачи тадашње аутомобилске индустрије: немачки Мерцедес-Бенц и Опел, Фијат и Ланча из Италије, амерички Бјуик и други.
На првобитној локацији београдског сајма, у периоду до Априлског рата 1941, укупно су четири пута излагана моторна возила. Поред поменуте изложбе у 1937. години, самостални сајмови аутомобила су одржани 1938. и 1939. Сајам 1940. одржан је нешто раније, истовремено са Пролећним сајмом узорака.

## Период током Другог светског рата
Четврти салон, заказан за половину маја 1941, није одржан због напада Немачке на Југославију, 6. априла исте године. Некадашњи простор Београдског сајма, данас познат као Старо Сајмиште, током Другог светског рата претворен је у нацистички концентрациони логор Сајмиште.
У почетку је то био логор само за Јевреје, али убрзо се у њега смештају и затвореници и логор добија назив Прихватни логор Земун. Током пет година у овом логору убијено је више од 10.000 Јевреја и око 13.000 Срба, Рома и припадника других националности. Њихови необележени гробови расути су свуда по простору Старог Сајмишта. За време савезничког бомбардовања у пролеће 1944. срушене су све зграде, осим централне куле и Спасићевог павиљона, у коме се налазила затворска болница. После рата, очуване зграде дате су ликовним уметницима за атељее, а било је и делом намерне, делом дивље градње. Комплекс је 1987. проглашен за културно добро Београда, а 1992. усвојен је Урбанистички план, са циљем да се Сајмиште реконструише. Споменик жртвама логора откривен је априла 1995. године, на 50. годишњицу затварања логора.

## Послератни период и савремено доба
Београдски сајам обновљен је 23. августа 1957. године првим Сајмом технике, на новој локацији, на којој се и данас налази. Исте године обновљен је и Београдски сајам аутомобила.
Половином 90-их година 20. века, према договору са OICA, сајам је раздвојен на засебне изложбе путничких и привредних возила. Крајем прве деценије 21. века Београдски сајам аутомобила добио је бијенални ритам. Наизменично се одржава као Међународни салон аутомобила и BG Car Show, по правилу непосредно после елитног Женевског салона аутомобила. Од 2007. године, упоредо са Међународним салоном аутомобила и манифестацијом BG Car Show одржава се и Међународни сајам мотоцикала - Motopassion.
Захваљујући дугој традицији, Београдски сајам аутомобила постао је место које доприноси развоју техничке културе и напретка. У 20. веку број посетилаца се приближио цифри од пола милиона. Бројни познати политичари, амбасадори, славни возачи Формуле 1, инжењери и бизнисмени посетили су до сада су ову манифестацију. Ова манифестација постала је важан годишњи догађај за Београд и Србију. На сајму учествују сви водећи светски произвођачи, односно брендови аутомобила и лаких привредних возила, који послују на српском тржишту. Експонати се излажу у репрезентативној хали 1 и халама 2А, 3, 4 и 5 Београдског сајма. Присутна је већина водећих светских брендова, међу којима су Ролс-Ројс, Мерцедес, БМW, Ауди, Јагуар и други.

## Награде Београдског сајма аутомобила
Стручни жири Београдског сајма додељује признања излагачима и учесницима Међународног салона аутомобила у неколико категорија. Награде су:
- Велика награда – Гранд при за представљање на Салону и
- Специјална признања у различитим  областима

Категорије у којима се награде додељују су:
- Путничка возила,
- Лака привредна возила,
- Пратећа индустрија и
- Специјална признања ван категорија.[9]

## Подсећања
Поводом јубилеја 80 година од одржавања Првог међународног салона аутомобила на Београдском сајму ова компанија издала је 2018. године персонализовану поштанску марку у ограниченом тиражу.